# François-Vincent Raspail

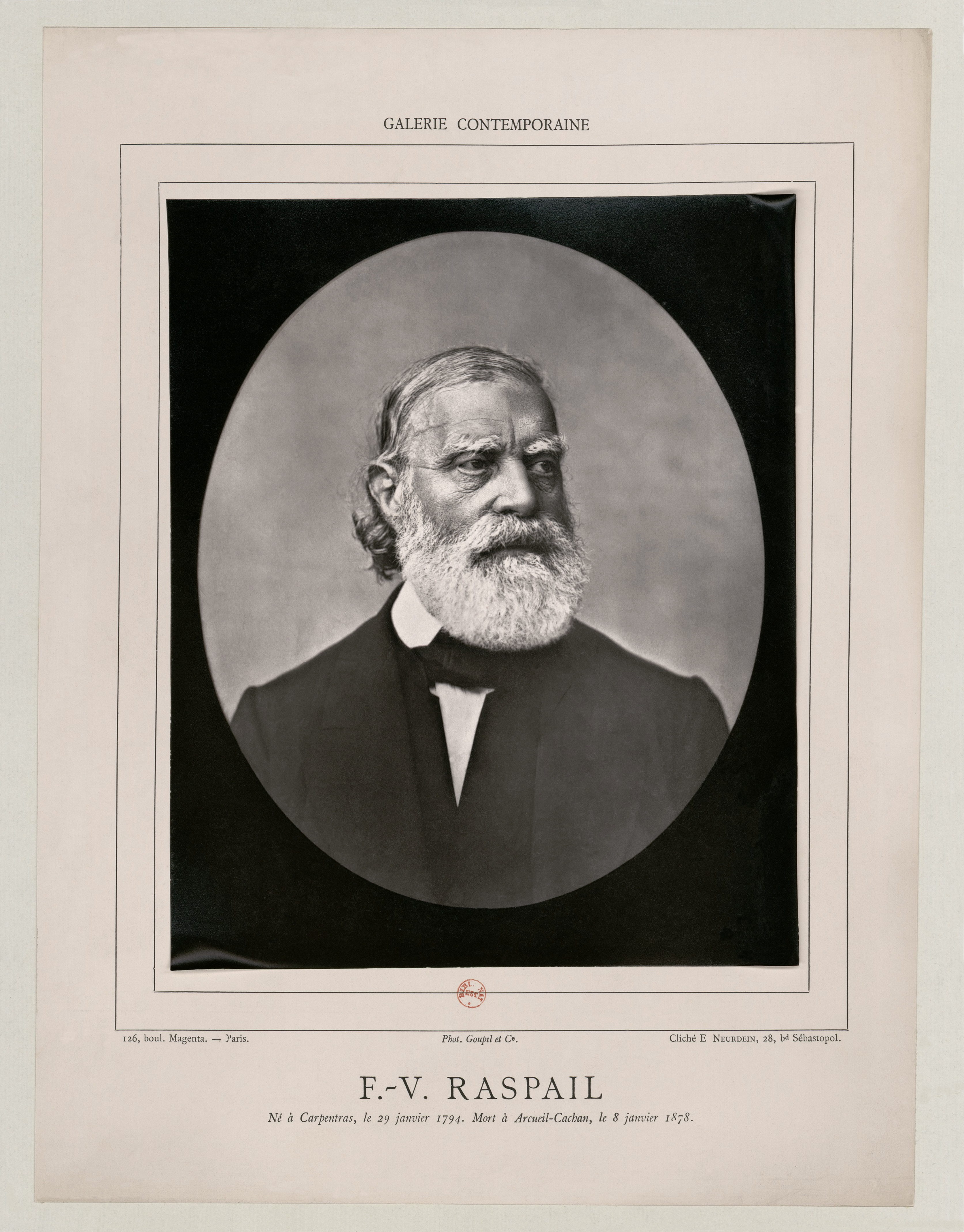
François-Vincent Raspail

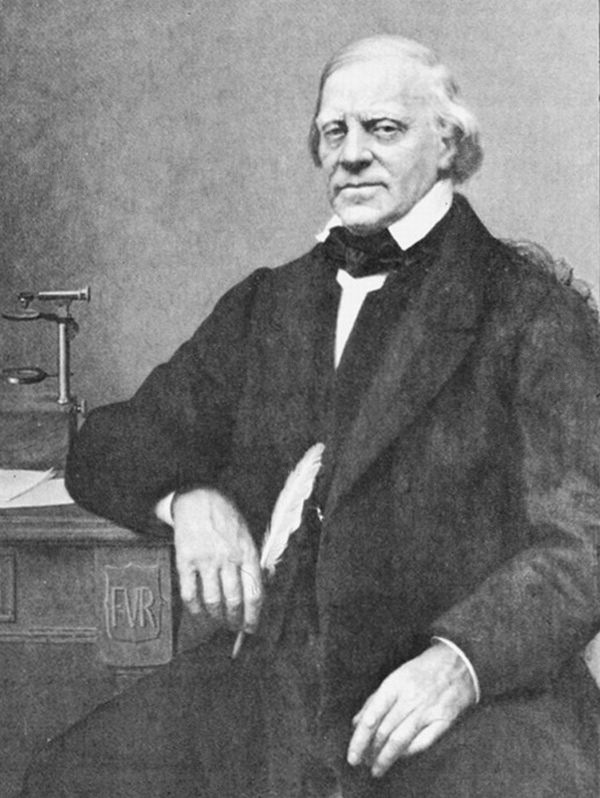
François-Vincent Raspail

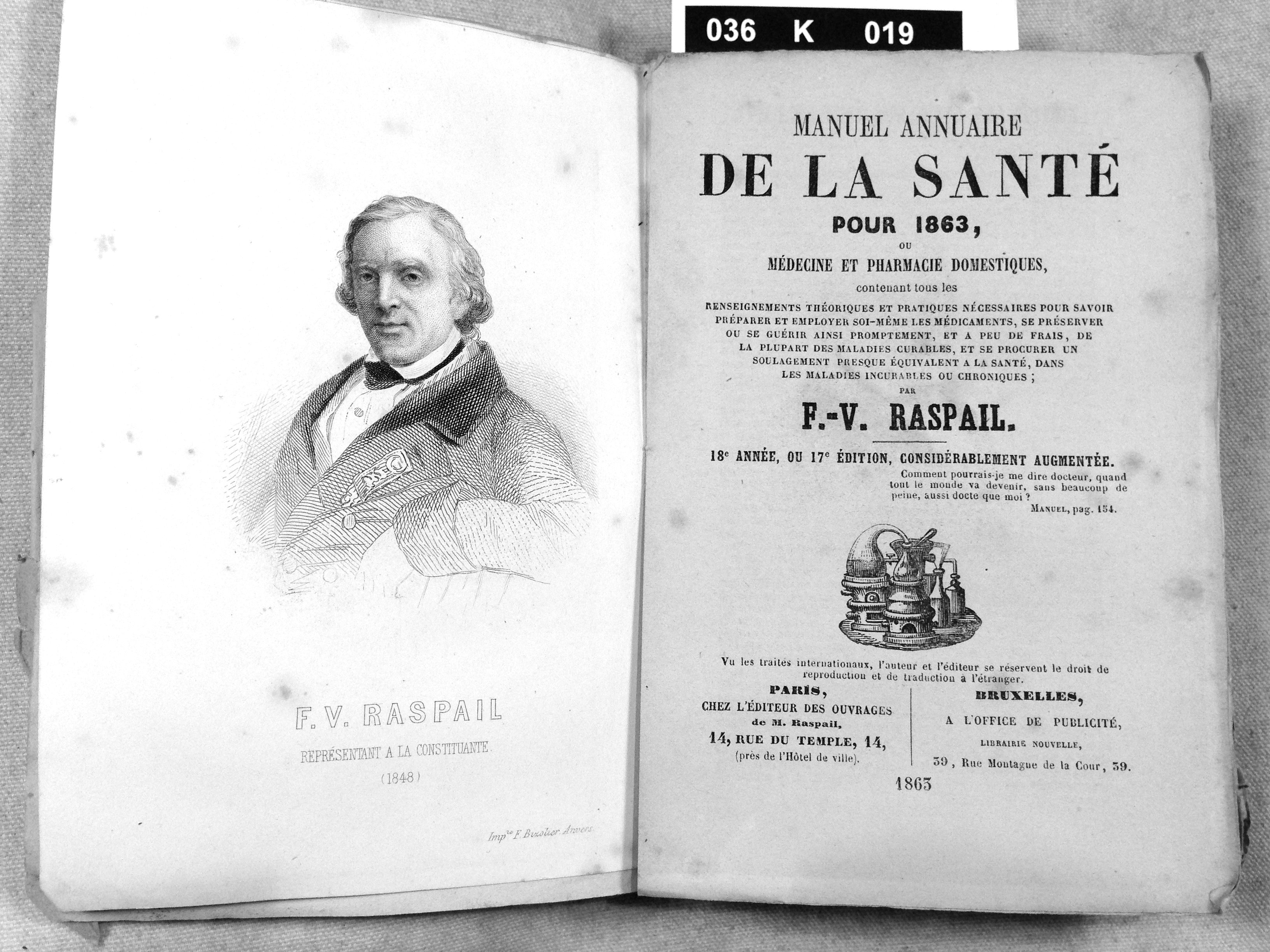
FV Raspail, página com o título "Manuel annuaire de la santé" em 1863

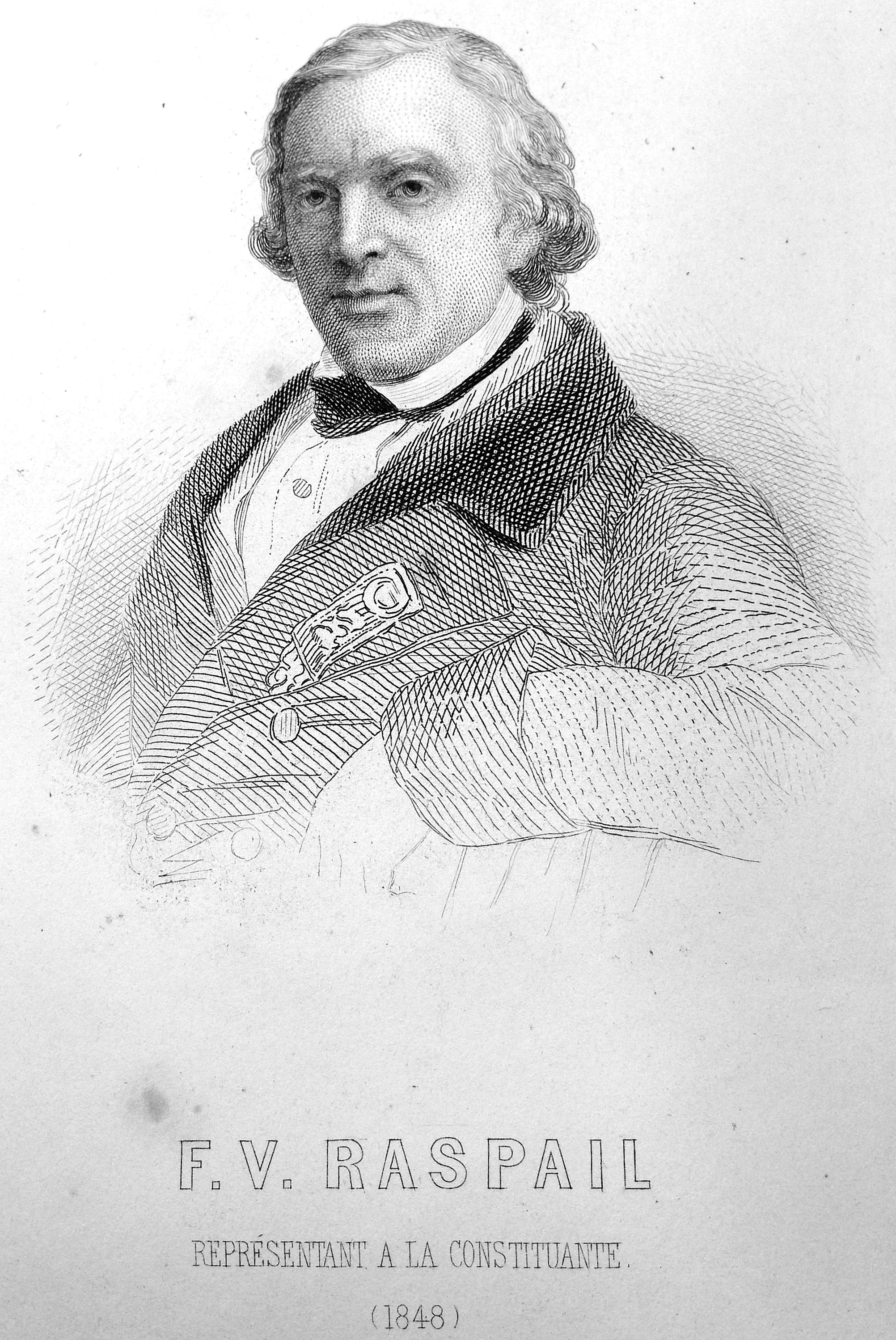
FV Raspail, gravura (1848)

François-Vincent Raspail (25 de janeiro de 1794 - 7 de janeiro de 1878) foi um químico, naturalista, médico, fisiologista, advogado e político socialista francês.

## Biografia
Raspail nasceu em Carpentras, Vaucluse. Membro da sociedade republicana carbonária e da maçonaria, onde conheceu François Arago, Victor Schoelcher e Auguste Blanqui, Raspail foi preso durante o reinado de Luís Filipe (1830–1848) e foi candidato à presidência da Segunda República em Dezembro de 1848. No entanto, ele se envolveu na tentativa de revolta de 15 de maio de 1848 e em março de 1849 foi novamente preso como resultado. Depois de Luís Napoleão no golpe de 2 de dezembro de 1851, sua sentença foi comutada em exílio, do qual retornou à França apenas em 1862. Em 1869, durante a fase liberal do Segundo Império (1851-1870), foi eleito deputado de Lyon. Ele permaneceu um republicano popular durante a Terceira República Francesa após a curta Comuna de Paris em 1871.
Raspail morreu em Arcueil.
Seus filhos, Benjamin Raspail (1823), Camille Raspail (1827), Émile Raspail [fr] (1831) e Xavier Raspail [fr] (1840) também foram figuras notáveis na Terceira República. Sua filha, Marie Raspail (1837-1876), era uma livre-pensadora e republicana; ela era uma forte defensora de seu pai e morreu de uma doença contraída enquanto cuidava dele durante seu tempo como prisioneiro político no final de sua vida.

### Realizações científicas
Raspail foi um dos fundadores da teoria celular na biologia. Ele cunhou a frase omnis cellula e cellula ("cada célula é derivada de uma célula [preexistente]") posteriormente atribuída a Rudolf Karl Virchow. Ele foi um dos primeiros defensores do uso do microscópio no estudo das plantas. Ele também foi um dos primeiros defensores do uso de antissépticos, melhor saneamento e dieta. Seu "Manuel annuaire de la santé 1834" é retratado na pintura "Nature morte avec oignons/ Natureza morta com um prato de cebolas" de Vincent van Gogh (1889 Kroller-Muller).

### Entrada na política
Após a revolução de 1830, Raspail envolveu-se na política. Ele era presidente da Sociedade de Direitos Humanos e foi preso por esse papel. Enquanto estava na prisão, ele cuidou de presos doentes e estudou suas doenças. Ele se convenceu do valor da cânfora, que ele acreditava que funcionava matando parasitas extremamente pequenos – uma versão da teoria dos germes da doença.

### Carreira posterior
Raspail foi candidato à Presidência da Segunda República Francesa em dezembro de 1848, mas ficou em quarto lugar, perdendo para Luís Napoleão Bonaparte (mais tarde Napoleão III). Ele esteve envolvido na tentativa de revolta de 15 de maio de 1848, e em março de 1849 foi novamente preso como resultado. Em 1853, Napoleão III comutou sua sentença de prisão para uma de exílio. Ele retornou à França do exílio em 1862. Em 1869 foi eleito deputado de Lyon e em 1875 de Marselha. Ele permaneceu popular e respeitado durante a Terceira República Francesa. A avenida mais longa de Paris, nos 7º, 6º e 14º arrondissements, foi nomeado Boulevard Raspail em sua homenagem, após o qual a estação de metrô Raspail leva seu nome.

## Publicações
- Essai de chimie microscopique 1830
- Nouveau système de chimie organique 1833
- Manuel annuaire de la santé 1834, revisued annually
- Le Réformateur (newspaper, published 1834–35)
- Lettres sur les Prisons du Paris 1839
- Histoire naturelle de la santé 1843
- Manuel annuaire de la Santé, ou Médecine et Pharmacie domestiques. Selbstverl., Paris 1845 online pela Universidade e Biblioteca Estadual de Düsseldorf